# Евальдас Петраускас
Евальдас Петраускас  (лит. Evaldas Petrauskas, 19 березня 1992) — литовський боксер, олімпійський медаліст, призер чеипіонатів Європи серед аматорів.

## Аматорська кар'єра
Евальдас Петраускас займався боксом з семи років. 2007 року завоював срібну медаль, а 2008 року — золоту медаль на чемпіонатах Європи серед юніорів. 2009 року став чемпіоном Європи серед молоді. На молодіжному чемпіонаті світу 2010 став срібним призером у категорії до 60 кг, у фіналі програвши Вікасу Крішан Ядав (Індія). На перших Юнацьких олімпійських іграх 2010 став чемпіоном, здолавши у півфіналі Вікаса Крішан Ядав і у фіналі Брета Мезера (Австралія).
На чемпіонаті світу 2011 програв у першому бою.
На Олімпійських іграх 2012 завоював бронзову медаль.
- В 1/16 фіналу переміг Міклоша Варгу (Угорщина) — 20-12
- В 1/8 фіналу переміг Фатіх Келеш (Туреччина) — 16-12
- В 1/4 фіналу переміг Доменіко Валентіно (Італія) — 16-14
- У півфіналі програв Хан Сун Чхоль (Південна Корея) — 13-18

На чемпіонаті Європи 2013 Евальдас Петраускас стартував у категорії до 64 кг і програв у другому бою Абдельмаліку Ладжалі (Франція).
На чемпіонаті світу 2013, здобувши дві перемоги, програв у чвертьфіналі Евертону Лопесу (Бразилія).
На чемпіонаті Європи 2015 завоював бронзову медаль.
- В 1/8 фіналу переміг Віктора Агательяна (Чехія) — 3-0
- В 1/4 фіналу переміг Оганеса Бачкова (Вірменія) — 3-0
- У півфіналі програв Пету Маккормак (Велика Британія) — 0-3

На чемпіонаті світу 2015 програв у першому бою.
На Олімпійських іграх 2016 програв у першому бою.
На чемпіонаті Європи 2017 завоював бронзову медаль.
- В 1/8 фіналу переміг Паоло ді Лерніо (Італія) — 4-1
- В 1/4 фіналу переміг Хаді Срур (Норвегія) — 4-1
- У півфіналі програв Люку Маккормак (Велика Британія) — 1-4

На чемпіонаті світу 2017 програв у першому бою.

### Виступи на Олімпіадах
| Олімпіада   | Вагова категорія | Місце |
| ----------- | ---------------- | ----- |
| Лондон 2012 | 60 кг            | =3    |
| Ріо 2016    | 64 кг            | =17   |

У сезоні 2013/14 Петраускас провів два боя за  Українських отаманів у боксерській лізі World Series Boxing (WSB). У 2018 і 2019 роках ровів два переможних поєдинка на професійному рингу.